# Aethiophysa falcatalis
Aethiophysa falcatalis is een vlinder uit de familie van de grasmotten (Crambidae). De wetenschappelijke naam van de soort is voor het geldig gepubliceerd in 1895 door George Francis Hampson.
De soort komt voor in Grenada en Saint Vincent.